# Каратал (Хобдинский район)
Каратал (каз. Қаратал) — упразднённое село в Хобдинском районе Актюбинской области Казахстана. Входило в состав Бестауского аульного округа. Ликвидировано в 2012 г. Код КАТО — 154235300.

## Население
В 1999 году население села составляло 193 человека (103 мужчины и 90 женщин). По данным переписи 2009 года, в селе проживали 44 человека (28 мужчин и 16 женщин).